# Corkita
La corkita es un mineral, fosfato de plomo y hierro, con iones sulfato e hidroxilo, que fue descubierta en la mina Glandore, en Glandore,  condado de Cork (Irlanda). El nombre  hace referencia a la localidad. Inicialmente se confundió con beudantita, recibiendo posteriormente otros nombres, hasta que corkita quedó como definitivo.

## Propiedades físicas y químicas
La corkita pertenece al grupo de la beudantita, siendo su análogo con fosfato (la beudantita es un arseniato), con el que forma una solución sólida con existencia en todo el rango de composiciones. Es también el análogo de hierro de la hinsdalita (con aluminio), y también forma una solución sólida con la kintoreíta (con otros fosfato en lugar del sulfato). la consecuencia es que su composición real suele ser mucho más compleja que la ideal. Aparece formando costras o como microcristales romboédricos con aspecto pseudocúbico, siendo {10-11} la figura dominante. 

## Yacimientos
La corkita es un mineral poco frecuente, conocido en unas 200 localidades en el mundo. Además de en la localidad tipo, se encuentran buenos cristales, siempre de tamaño milimétrico, que se han utilizado para determinar su estructura, en la mina Schöne Aussicht,  Dernbach,  distrito de  Westerwald  Rhineland-Palatinado (Alemania). En España se han encontrado cristales bien formados, asociados a natrodufrenita, en la mina La Paloma, Zarza la Mayor (Cáceres).